# コービー・タウンFC
コービー・タウン・フットボールクラブ（Corby Town Football Club）は、イングランド、ノーサンプトンシャーのコービーを本拠地とするサッカークラブチームである。2017-2018シーズンはノーザンプレミアリーグ・ディヴィジョン1・サウス（8部相当）に所属。

## タイトル

### 国内タイトル
- なし

### 国際タイトル
- なし

## 過去の成績
- 2006-2007

Southern League Premier 20位
- 2007-2008

Southern League Premier 16位